# 克洛德·沙普
克洛德·沙普（法語：Claude Chappe，法語發音：[klod ʃap]；1763年12月25日—1805年1月23日）是法國發明家、技術員、工程師、修道院長，並因發明第一套實用的光電報系統而聞名，被視為是首位電信企業家。1763年12月25日，克洛德·沙普在曼恩布呂隆出生，是天文學家让-巴蒂斯特·沙普·多特罗什姪子。1791年，克洛德·沙普首次對外展示其發明的訊息系統，並在1794年完成第一條連接巴黎至里耳的訊號系統。其後這套系統在整個法國境內普及，並延伸至比利時和荷蘭等地。1805年1月23日，克洛德·沙普在巴黎逝世，並葬於拉雪茲神父公墓。
在當時，光電報系統是一種遠距離資訊通訊系統，其速度遠比其他方法還要快速。克洛德·沙普發明的訊號系統是由大量塔組成，每個塔都能在其視線範圍內見到其他塔人員發送的訊號。在每個塔上面都有一根木杆，並有兩個可以設置不同位置的橫杆。塔內的人員可以將橫桿移動到指定位置，以此作為訊號代碼傳遞文字訊息。其他塔的人員便透過望遠鏡讀取訊息，接著將訊號傳遞至下一個塔。這是工業時代第一個實用的電信系統，也是許多國家第一個採用的電信系統，這套系統一直應用到1850年代，最後改以電報系統取代。